# Кам'янка (Плужненська сільська громада)
Ка́м'янка — село в Україні, у Плужненській сільській громаді Шепетівського району Хмельницької області. Населення становить 241 особа (2001).

## Географія
Село розташоване на півночі Хмельницької області, у північно-західній частині громади, на кордоні із Острозькою громадою Рівненської області, на річках Вілії та Усті. Відстань до міста Ізяслав становить близько 39 км автомобільним шляхом Т 2313, до обласного центру — 145 км автомобільними шляхами Т 2313, та Н25 та Н03.
Сусідні населені пункти:

## Історія
У 1906 році село Кунівської волості Острозького повіту Волинської губернії. Відстань від повітового міста 10 верст, від волості 5. Дворів 41, мешканців 269.

## Населення
| Роки            | 1906 | 2001 | 2010  | 2011  |
| --------------- | ---- | ---- | ----- | ----- |
| Населення, осіб | 269  | ▼241 | ▼ 182 | ▲ 195 |

### Мова
Розподіл населення за рідною мовою за даними перепису 2001 року:
| Мова       | Кількість | Відсоток |
| ---------- | --------- | -------- |
| українська | 236       | 97,93%   |
| російська  | 5         | 2.07%    |
| Усього     | 241       | 100%     |

## Відомі люди
- Мазяр Володимир Іванович — український футболіст.